# Thassos (marmur dolomityczny)

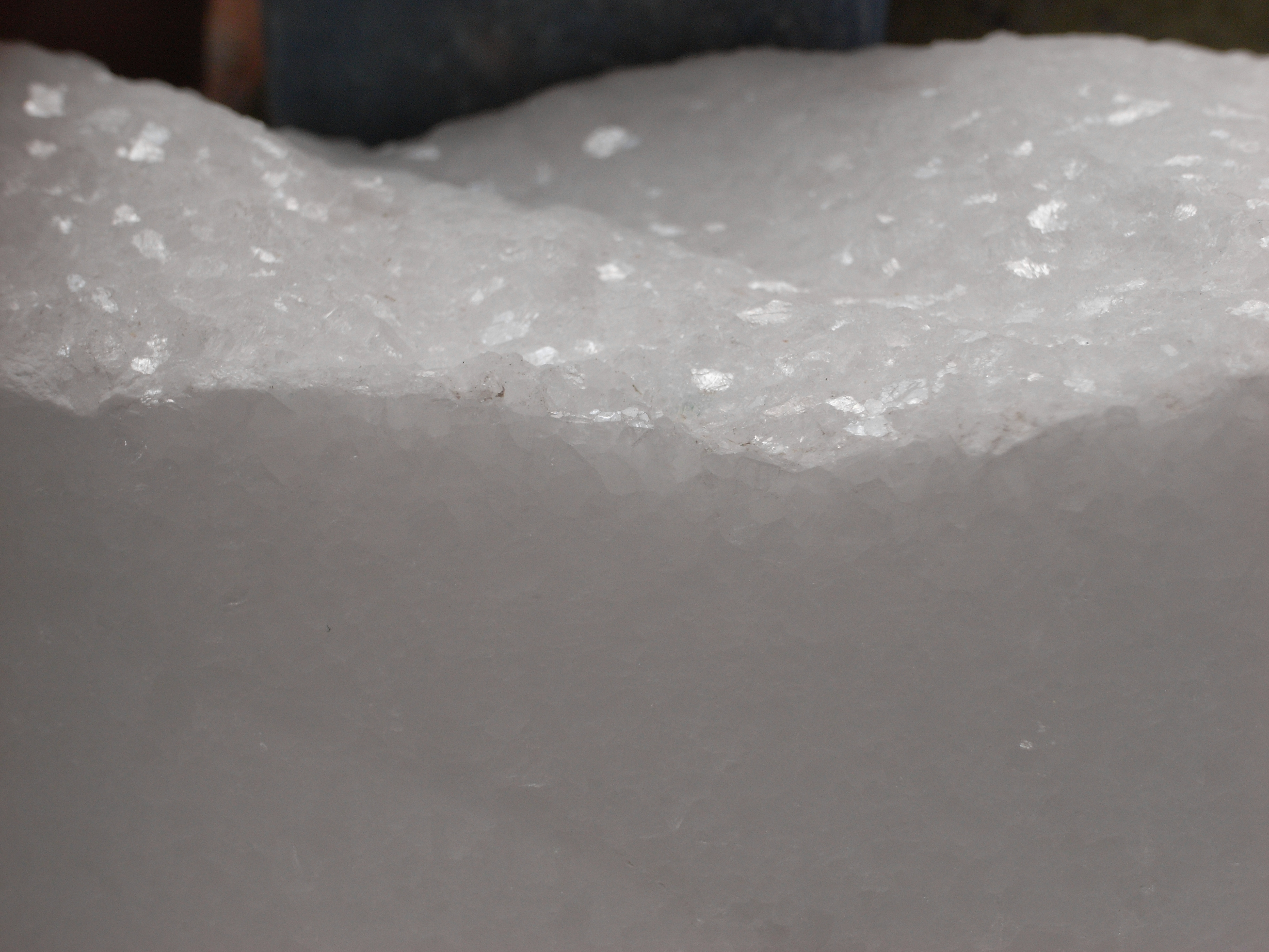
Thassos (zbliżenie)

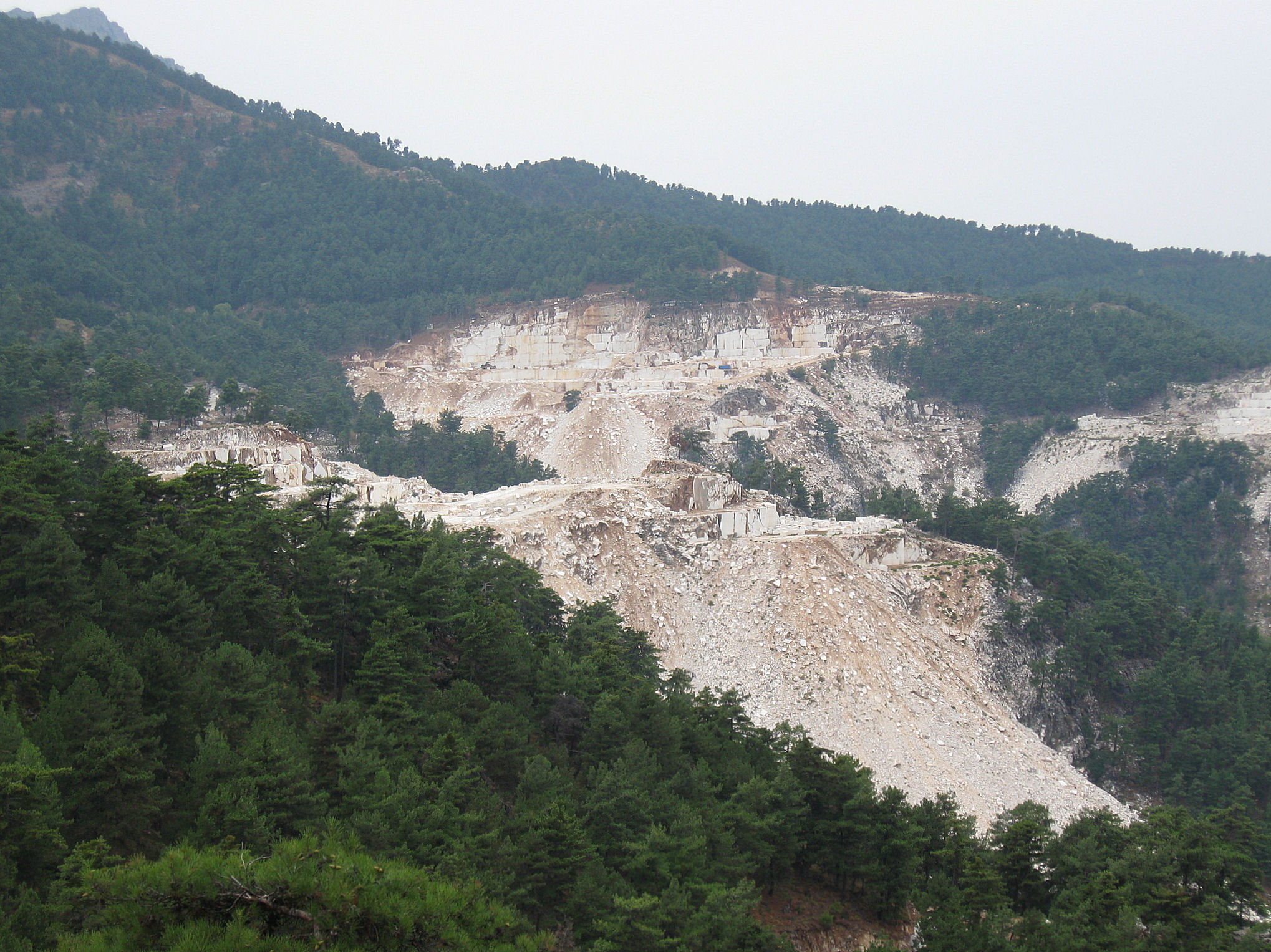
Jeden z kamieniołomów

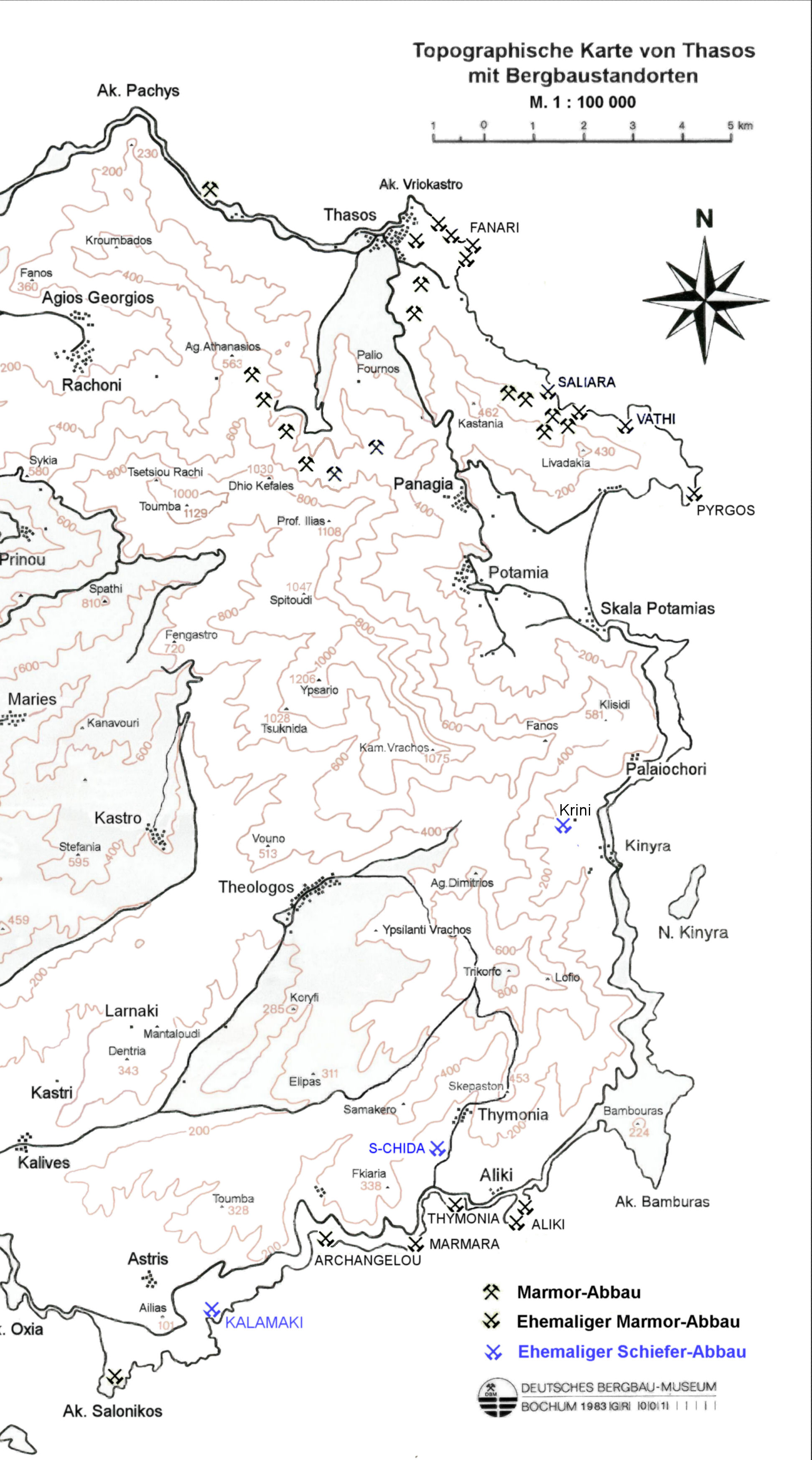
Kopalnie na Thassos

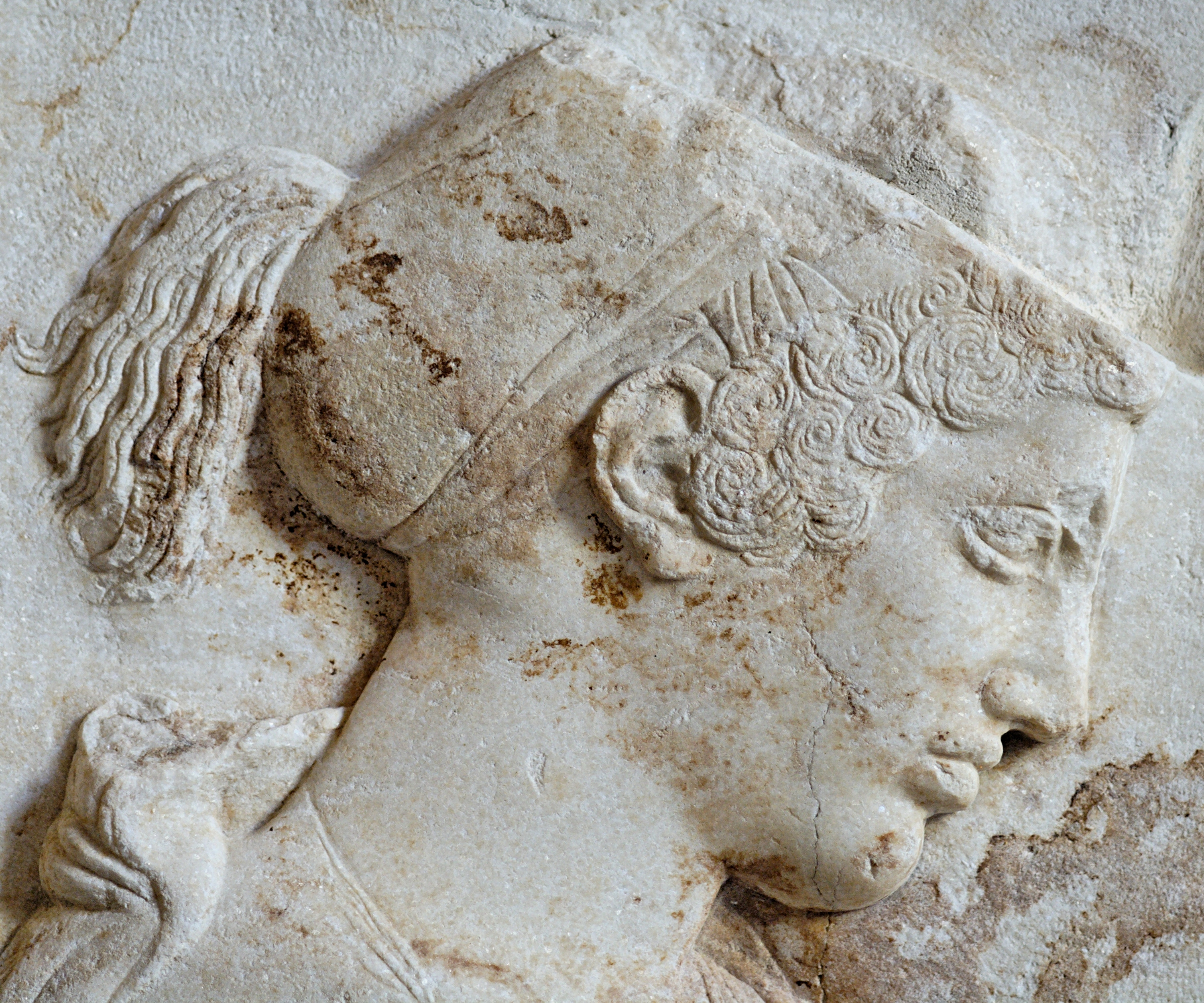
Płaskorzeźba Philis, córki Kleomenesa I, wykonana z marmuru dolomitycznego Thassos; ok. 450 p.n.e

Thassos – biały marmur dolomityczny wydobywany na greckiej wyspie Thassos, w regionie Macedonia Wschodnia i Tracja, od której wziął nazwę. Protolitem był dolomit, prawdopodobnie wieku proterozoicznego, który w wyniku trzeciorzędowych procesów metamorficznych przeobraził się w marmur dolomityczny.

## Historia
Thassos wydobywany był już w neolicie. W starożytności wyspa była jednym z najbardziej znaczących ośrodków wydobycia marmuru zarówno w czasach helleńskich, rzymskich jak i bizantyjskich. Pod panowaniem Osmanów eksploatacja nie była już tak intensywna jak wcześniej. Uległo to zmianie w niepodległej Grecji.

## Cechy fizyczne
- Gęstość objętościowa 2,7 g/cm3
- Nasiąkliwość 0.19-0.25%
- Wytrzymałość na ściskanie 1305 kg/cm3[1]